# Liste des planètes mineures (810001-811000)
Voici la liste des planètes mineures numérotées de 810001 à 811000. Les planètes mineures sont numérotées lorsque leur orbite est confirmée, ce qui peut parfois se produire longtemps après leur découverte. Elles sont classées ici par leur numéro.

## Planètes mineures 810001 à 811000
- (810001) 2020 DQ19
- (810002) 2020 EE1
- (810003) 2020 EV1
- (810004) 2020 EY2
- (810005) 2020 EA4
- (810006) 2020 EK4
- (810007) 2020 FG8
- (810008) 2020 FA10
- (810009) 2020 FH10
- (810010) 2020 FU10
- (810011) 2020 FT11
- (810012) 2020 FN12
- (810013) 2020 FW12
- (810014) 2020 FN13
- (810015) 2020 FV13
- (810016) 2020 FM14
- (810017) 2020 FU14
- (810018) 2020 FQ15
- (810019) 2020 FT15
- (810020) 2020 FH18
- (810021) 2020 FT20
- (810022) 2020 FC21
- (810023) 2020 FH22
- (810024) 2020 FY22
- (810025) 2020 FK24
- (810026) 2020 FX24
- (810027) 2020 FZ25
- (810028) 2020 FU26
- (810029) 2020 FD27
- (810030) 2020 FG27
- (810031) 2020 FL27
- (810032) 2020 FB28
- (810033) 2020 FR29
- (810034) 2020 FP30
- (810035) 2020 FV30
- (810036) 2020 FK31
- (810037) 2020 FZ31
- (810038) 2020 FQ32
- (810039) 2020 FB35
- (810040) 2020 FO36
- (810041) 2020 FO37
- (810042) 2020 FY38
- (810043) 2020 FG41
- (810044) 2020 FO41
- (810045) 2020 FG42
- (810046) 2020 FM42
- (810047) 2020 FU43
- (810048) 2020 FF44
- (810049) 2020 FM44
- (810050) 2020 FW44
- (810051) 2020 FZ44
- (810052) 2020 GG4
- (810053) 2020 GO4
- (810054) 2020 GU4
- (810055) 2020 GB5
- (810056) 2020 GA7
- (810057) 2020 GX7
- (810058) 2020 GD9
- (810059) 2020 GL10
- (810060) 2020 GC13
- (810061) 2020 GH14
- (810062) 2020 GV14
- (810063) 2020 GU16
- (810064) 2020 GH17
- (810065) 2020 GA18
- (810066) 2020 GE18
- (810067) 2020 GD22
- (810068) 2020 GY22
- (810069) 2020 GZ24
- (810070) 2020 GS26
- (810071) 2020 GN27
- (810072) 2020 GZ28
- (810073) 2020 GP34
- (810074) 2020 HF1
- (810075) 2020 HL2
- (810076) 2020 HW10
- (810077) 2020 HQ11
- (810078) 2020 HH12
- (810079) 2020 HP12
- (810080) 2020 HY12
- (810081) 2020 HH14
- (810082) 2020 HJ14
- (810083) 2020 HL14
- (810084) 2020 HE15
- (810085) 2020 HQ16
- (810086) 2020 HT17
- (810087) 2020 HQ18
- (810088) 2020 HA20
- (810089) 2020 HD20
- (810090) 2020 HF20
- (810091) 2020 HX20
- (810092) 2020 HJ22
- (810093) 2020 HR22
- (810094) 2020 HV22
- (810095) 2020 HP23
- (810096) 2020 HZ23
- (810097) 2020 HM25
- (810098) 2020 HC26
- (810099) 2020 HU26
- (810100) 2020 HV26
- (810101) 2020 HT27
- (810102) 2020 HU27
- (810103) 2020 HM28
- (810104) 2020 HO28
- (810105) 2020 HA29
- (810106) 2020 HK29
- (810107) 2020 HN30
- (810108) 2020 HE31
- (810109) 2020 HL31
- (810110) 2020 HD32
- (810111) 2020 HA33
- (810112) 2020 HB33
- (810113) 2020 HT34
- (810114) 2020 HB35
- (810115) 2020 HE35
- (810116) 2020 HV36
- (810117) 2020 HX36
- (810118) 2020 HO37
- (810119) 2020 HS37
- (810120) 2020 HA38
- (810121) 2020 HE38
- (810122) 2020 HF38
- (810123) 2020 HK38
- (810124) 2020 HO38
- (810125) 2020 HT38
- (810126) 2020 HU38
- (810127) 2020 HH39
- (810128) 2020 HL40
- (810129) 2020 HG42
- (810130) 2020 HM46
- (810131) 2020 HN46
- (810132) 2020 HN47
- (810133) 2020 HM48
- (810134) 2020 HQ48
- (810135) 2020 HX48
- (810136) 2020 HM50
- (810137) 2020 HW50
- (810138) 2020 HK51
- (810139) 2020 HX51
- (810140) 2020 HM52
- (810141) 2020 HY52
- (810142) 2020 HC55
- (810143) 2020 HY55
- (810144) 2020 HJ56
- (810145) 2020 HV56
- (810146) 2020 HH57
- (810147) 2020 HJ59
- (810148) 2020 HU60
- (810149) 2020 HZ60
- (810150) 2020 HA61
- (810151) 2020 HM61
- (810152) 2020 HN61
- (810153) 2020 HX61
- (810154) 2020 HY61
- (810155) 2020 HZ61
- (810156) 2020 HT62
- (810157) 2020 HG63
- (810158) 2020 HS63
- (810159) 2020 HS65
- (810160) 2020 HE66
- (810161) 2020 HF66
- (810162) 2020 HL66
- (810163) 2020 HB67
- (810164) 2020 HD67
- (810165) 2020 HF67
- (810166) 2020 HH67
- (810167) 2020 HL67
- (810168) 2020 HN67
- (810169) 2020 HR67
- (810170) 2020 HU67
- (810171) 2020 HD68
- (810172) 2020 HT68
- (810173) 2020 HX68
- (810174) 2020 HB69
- (810175) 2020 HC69
- (810176) 2020 HV69
- (810177) 2020 HR70
- (810178) 2020 HZ77
- (810179) 2020 HL80
- (810180) 2020 HX81
- (810181) 2020 HG82
- (810182) 2020 HP83
- (810183) 2020 HZ85
- (810184) 2020 HB86
- (810185) 2020 HG89
- (810186) 2020 HK89
- (810187) 2020 HR89
- (810188) 2020 HZ90
- (810189) 2020 HL91
- (810190) 2020 HZ91
- (810191) 2020 HU92
- (810192) 2020 HE93
- (810193) 2020 HL93
- (810194) 2020 HT93
- (810195) 2020 HU93
- (810196) 2020 HY93
- (810197) 2020 HR94
- (810198) 2020 HF95
- (810199) 2020 HK95
- (810200) 2020 HM95
- (810201) 2020 HS98
- (810202) 2020 HZ98
- (810203) 2020 HC99
- (810204) 2020 HQ99
- (810205) 2020 HW99
- (810206) 2020 HE100
- (810207) 2020 HH100
- (810208) 2020 HJ100
- (810209) 2020 HN100
- (810210) 2020 HD105
- (810211) 2020 HY108
- (810212) 2020 HE110
- (810213) 2020 HJ111
- (810214) 2020 HF112
- (810215) 2020 HT112
- (810216) 2020 HZ113
- (810217) 2020 HV114
- (810218) 2020 HP115
- (810219) 2020 HC117
- (810220) 2020 HF117
- (810221) 2020 HN117
- (810222) 2020 HO118
- (810223) 2020 HS118
- (810224) 2020 HF119
- (810225) 2020 HH119
- (810226) 2020 HP119
- (810227) 2020 HR119
- (810228) 2020 HC120
- (810229) 2020 HJ120
- (810230) 2020 HN120
- (810231) 2020 HO120
- (810232) 2020 HQ120
- (810233) 2020 HX120
- (810234) 2020 HA121
- (810235) 2020 HB121
- (810236) 2020 HD121
- (810237) 2020 HH121
- (810238) 2020 HA122
- (810239) 2020 HH122
- (810240) 2020 HM122
- (810241) 2020 HQ123
- (810242) 2020 HR123
- (810243) 2020 HE128
- (810244) 2020 HZ128
- (810245) 2020 HH129
- (810246) 2020 HC130
- (810247) 2020 HJ140
- (810248) 2020 HO140
- (810249) 2020 HQ140
- (810250) 2020 HR142
- (810251) 2020 HX144
- (810252) 2020 HJ147
- (810253) 2020 HD149
- (810254) 2020 HW151
- (810255) 2020 HA152
- (810256) 2020 HU157
- (810257) 2020 HP159
- (810258) 2020 HK160
- (810259) 2020 HL160
- (810260) 2020 HY160
- (810261) 2020 HE161
- (810262) 2020 HO161
- (810263) 2020 HR161
- (810264) 2020 HN162
- (810265) 2020 HV163
- (810266) 2020 HH164
- (810267) 2020 HP164
- (810268) 2020 HQ165
- (810269) 2020 HE166
- (810270) 2020 HA167
- (810271) 2020 HK169
- (810272) 2020 HN172
- (810273) 2020 HZ179
- (810274) 2020 HB180
- (810275) 2020 HJ181
- (810276) 2020 HT181
- (810277) 2020 HQ182
- (810278) 2020 HC184
- (810279) 2020 HG184
- (810280) 2020 HM184
- (810281) 2020 HH191
- (810282) 2020 HO191
- (810283) 2020 HW192
- (810284) 2020 HC207
- (810285) 2020 HD208
- (810286) 2020 JX3
- (810287) 2020 JC5
- (810288) 2020 JF5
- (810289) 2020 JF6
- (810290) 2020 JS7
- (810291) 2020 JH8
- (810292) 2020 JV9
- (810293) 2020 JJ11
- (810294) 2020 JS11
- (810295) 2020 JL12
- (810296) 2020 JZ12
- (810297) 2020 JG14
- (810298) 2020 JQ15
- (810299) 2020 JF16
- (810300) 2020 JM16
- (810301) 2020 JN16
- (810302) 2020 JA18
- (810303) 2020 JO21
- (810304) 2020 JW21
- (810305) 2020 JU22
- (810306) 2020 JK25
- (810307) 2020 JM25
- (810308) 2020 JJ28
- (810309) 2020 JL28
- (810310) 2020 JK32
- (810311) 2020 JQ32
- (810312) 2020 JY32
- (810313) 2020 JZ33
- (810314) 2020 JP34
- (810315) 2020 JE40
- (810316) 2020 JG45
- (810317) 2020 JJ45
- (810318) 2020 JN45
- (810319) 2020 JZ45
- (810320) 2020 JA46
- (810321) 2020 JK46
- (810322) 2020 JO49
- (810323) 2020 KN9
- (810324) 2020 KU9
- (810325) 2020 KD10
- (810326) 2020 KB11
- (810327) 2020 KR13
- (810328) 2020 KB14
- (810329) 2020 KL15
- (810330) 2020 KT17
- (810331) 2020 KZ19
- (810332) 2020 KD23
- (810333) 2020 KG24
- (810334) 2020 KK25
- (810335) 2020 KM25
- (810336) 2020 KT25
- (810337) 2020 KS26
- (810338) 2020 KT26
- (810339) 2020 KD30
- (810340) 2020 KE33
- (810341) 2020 KG36
- (810342) 2020 KW36
- (810343) 2020 KL37
- (810344) 2020 KP37
- (810345) 2020 KQ37
- (810346) 2020 KU37
- (810347) 2020 KX37
- (810348) 2020 KV38
- (810349) 2020 KW38
- (810350) 2020 KF39
- (810351) 2020 KH39
- (810352) 2020 KX40
- (810353) 2020 KN41
- (810354) 2020 KU43
- (810355) 2020 KU45
- (810356) 2020 KX45
- (810357) 2020 KJ46
- (810358) 2020 KJ51
- (810359) 2020 KM51
- (810360) 2020 KQ51
- (810361) 2020 KT51
- (810362) 2020 KG52
- (810363) 2020 KY61
- (810364) 2020 KN66
- (810365) 2020 LQ11
- (810366) 2020 LQ13
- (810367) 2020 LA14
- (810368) 2020 LB14
- (810369) 2020 LO15
- (810370) 2020 LW17
- (810371) 2020 LJ20
- (810372) 2020 LP22
- (810373) 2020 LD23
- (810374) 2020 MY5
- (810375) 2020 MA6
- (810376) 2020 MN7
- (810377) 2020 MX9
- (810378) 2020 MZ9
- (810379) 2020 MB10
- (810380) 2020 MD10
- (810381) 2020 ML17
- (810382) 2020 MO34
- (810383) 2020 MF36
- (810384) 2020 MS40
- (810385) 2020 MZ40
- (810386) 2020 MV43
- (810387) 2020 MY49
- (810388) 2020 MY50
- (810389) 2020 MC51
- (810390) 2020 MD51
- (810391) 2020 MM51
- (810392) 2020 NU7
- (810393) 2020 OJ6
- (810394) 2020 OO13
- (810395) 2020 OK39
- (810396) 2020 OW43
- (810397) 2020 OB91
- (810398) 2020 OM104
- (810399) 2020 OK105
- (810400) 2020 OL111
- (810401) 2020 OF139
- (810402) 2020 PR49
- (810403) 2020 PV54
- (810404) 2020 PN62
- (810405) 2020 PE69
- (810406) 2020 PK75
- (810407) 2020 PV75
- (810408) 2020 PZ75
- (810409) 2020 PE76
- (810410) 2020 PR76
- (810411) 2020 PD83
- (810412) 2020 PX93
- (810413) 2020 PA97
- (810414) 2020 PU116
- (810415) 2020 QW14
- (810416) 2020 QQ15
- (810417) 2020 QF27
- (810418) 2020 QH31
- (810419) 2020 QJ31
- (810420) 2020 QE50
- (810421) 2020 QS50
- (810422) 2020 QW66
- (810423) 2020 QA82
- (810424) 2020 QJ83
- (810425) 2020 QP84
- (810426) 2020 QW95
- (810427) 2020 QS106
- (810428) 2020 RC38
- (810429) 2020 RJ53
- (810430) 2020 RX55
- (810431) 2020 RV96
- (810432) 2020 RP101
- (810433) 2020 RU103
- (810434) 2020 RW104
- (810435) 2020 RM116
- (810436) 2020 RD117
- (810437) 2020 RB118
- (810438) 2020 RO118
- (810439) 2020 RB119
- (810440) 2020 RV119
- (810441) 2020 RL123
- (810442) 2020 RH124
- (810443) 2020 RX124
- (810444) 2020 RS127
- (810445) 2020 RC128
- (810446) 2020 RT129
- (810447) 2020 RH161
- (810448) 2020 SG22
- (810449) 2020 SB23
- (810450) 2020 SD35
- (810451) 2020 SL36
- (810452) 2020 SA39
- (810453) 2020 SB47
- (810454) 2020 SP60
- (810455) 2020 SF63
- (810456) 2020 SZ64
- (810457) 2020 SM65
- (810458) 2020 SA73
- (810459) 2020 SD73
- (810460) 2020 SH77
- (810461) 2020 SF80
- (810462) 2020 SG80
- (810463) 2020 SK80
- (810464) 2020 SK83
- (810465) 2020 SQ83
- (810466) 2020 SU83
- (810467) 2020 SH84
- (810468) 2020 SM87
- (810469) 2020 SU90
- (810470) 2020 SL100
- (810471) 2020 SS108
- (810472) 2020 SV108
- (810473) 2020 SU110
- (810474) 2020 TG17
- (810475) 2020 TH18
- (810476) 2020 TM23
- (810477) 2020 TS23
- (810478) 2020 TU23
- (810479) 2020 TB26
- (810480) 2020 TT26
- (810481) 2020 TV27
- (810482) 2020 TG29
- (810483) 2020 TE55
- (810484) 2020 TY67
- (810485) 2020 TT72
- (810486) 2020 TV72
- (810487) 2020 TE75
- (810488) 2020 TK76
- (810489) 2020 TY76
- (810490) 2020 TL77
- (810491) 2020 TV77
- (810492) 2020 TY79
- (810493) 2020 TH82
- (810494) 2020 TJ93
- (810495) 2020 UA8
- (810496) 2020 UT9
- (810497) 2020 UE10
- (810498) 2020 UM10
- (810499) 2020 UG11
- (810500) 2020 UH12
- (810501) 2020 UE39
- (810502) 2020 UJ40
- (810503) 2020 UX42
- (810504) 2020 UL47
- (810505) 2020 UP49
- (810506) 2020 UD50
- (810507) 2020 UP51
- (810508) 2020 UJ53
- (810509) 2020 UE54
- (810510) 2020 UZ54
- (810511) 2020 UB57
- (810512) 2020 UB58
- (810513) 2020 UV64
- (810514) 2020 UX66
- (810515) 2020 UQ67
- (810516) 2020 VQ7
- (810517) 2020 VK17
- (810518) 2020 VL24
- (810519) 2020 VD25
- (810520) 2020 VN26
- (810521) 2020 VJ30
- (810522) 2020 WB11
- (810523) 2020 WO13
- (810524) 2020 WY14
- (810525) 2020 WW16
- (810526) 2020 WP19
- (810527) 2020 WW19
- (810528) 2020 WC21
- (810529) 2020 WK22
- (810530) 2020 WZ28
- (810531) 2020 XS11
- (810532) 2020 XK17
- (810533) 2020 XB21
- (810534) 2020 YK18
- (810535) 2020 YQ19
- (810536) 2020 YM20
- (810537) 2020 YV24
- (810538) 2020 YH35
- (810539) 2021 AJ22
- (810540) 2021 AS23
- (810541) 2021 AD27
- (810542) 2021 AP27
- (810543) 2021 AE30
- (810544) 2021 AF30
- (810545) 2021 BU6
- (810546) 2021 BG10
- (810547) 2021 BH10
- (810548) 2021 BB11
- (810549) 2021 CJ5
- (810550) 2021 CB18
- (810551) 2021 CM21
- (810552) 2021 CX21
- (810553) 2021 CM22
- (810554) 2021 CR22
- (810555) 2021 CF23
- (810556) 2021 CC24
- (810557) 2021 CF24
- (810558) 2021 CN24
- (810559) 2021 CR35
- (810560) 2021 CG36
- (810561) 2021 CH36
- (810562) 2021 CO40
- (810563) 2021 CU40
- (810564) 2021 CJ49
- (810565) 2021 CN49
- (810566) 2021 CZ51
- (810567) 2021 CZ55
- (810568) 2021 CN57
- (810569) 2021 CP57
- (810570) 2021 CE58
- (810571) 2021 CL60
- (810572) 2021 DY2
- (810573) 2021 DP3
- (810574) 2021 DY6
- (810575) 2021 DQ7
- (810576) 2021 DM10
- (810577) 2021 DX12
- (810578) 2021 DC16
- (810579) 2021 DL18
- (810580) 2021 DK20
- (810581) 2021 DP20
- (810582) 2021 DS20
- (810583) 2021 EY5
- (810584) 2021 EA6
- (810585) 2021 EJ6
- (810586) 2021 EN9
- (810587) 2021 ET11
- (810588) 2021 EJ12
- (810589) 2021 EX12
- (810590) 2021 EW16
- (810591) 2021 EV17
- (810592) 2021 EY17
- (810593) 2021 EA20
- (810594) 2021 EC20
- (810595) 2021 EK21
- (810596) 2021 ES22
- (810597) 2021 ET22
- (810598) 2021 EZ22
- (810599) 2021 EE23
- (810600) 2021 ER23
- (810601) 2021 EG25
- (810602) 2021 ER25
- (810603) 2021 ES25
- (810604) 2021 ET25
- (810605) 2021 EV25
- (810606) 2021 EQ26
- (810607) 2021 EC29
- (810608) 2021 EB33
- (810609) 2021 EZ34
- (810610) 2021 EX37
- (810611) 2021 EE39
- (810612) 2021 EV40
- (810613) 2021 EA41
- (810614) 2021 EP42
- (810615) 2021 ES42
- (810616) 2021 EZ47
- (810617) 2021 EW48
- (810618) 2021 EG50
- (810619) 2021 ED52
- (810620) 2021 EY55
- (810621) 2021 FB4
- (810622) 2021 FL5
- (810623) 2021 FU5
- (810624) 2021 FP7
- (810625) 2021 FU7
- (810626) 2021 FJ9
- (810627) 2021 FU9
- (810628) 2021 FT10
- (810629) 2021 FP11
- (810630) 2021 FB15
- (810631) 2021 FA16
- (810632) 2021 FN19
- (810633) 2021 FS20
- (810634) 2021 FV20
- (810635) 2021 FZ21
- (810636) 2021 FE22
- (810637) 2021 FN22
- (810638) 2021 FO22
- (810639) 2021 FR23
- (810640) 2021 FG24
- (810641) 2021 FJ26
- (810642) 2021 FM26
- (810643) 2021 FX26
- (810644) 2021 FR27
- (810645) 2021 FK28
- (810646) 2021 FL30
- (810647) 2021 FZ30
- (810648) 2021 FC31
- (810649) 2021 FF33
- (810650) 2021 FP34
- (810651) 2021 FQ34
- (810652) 2021 FJ35
- (810653) 2021 FP36
- (810654) 2021 FX36
- (810655) 2021 FB38
- (810656) 2021 FH38
- (810657) 2021 FE40
- (810658) 2021 FO40
- (810659) 2021 FH41
- (810660) 2021 FE42
- (810661) 2021 FQ42
- (810662) 2021 FD43
- (810663) 2021 FR43
- (810664) 2021 FQ50
- (810665) 2021 FW50
- (810666) 2021 FF51
- (810667) 2021 FJ51
- (810668) 2021 FL51
- (810669) 2021 FZ51
- (810670) 2021 FS52
- (810671) 2021 FC53
- (810672) 2021 FD53
- (810673) 2021 FF56
- (810674) 2021 FK56
- (810675) 2021 FO57
- (810676) 2021 FG58
- (810677) 2021 FG61
- (810678) 2021 GD11
- (810679) 2021 GG14
- (810680) 2021 GZ14
- (810681) 2021 GO17
- (810682) 2021 GJ20
- (810683) 2021 GF21
- (810684) 2021 GL21
- (810685) 2021 GW21
- (810686) 2021 GG22
- (810687) 2021 GL23
- (810688) 2021 GT24
- (810689) 2021 GL25
- (810690) 2021 GQ25
- (810691) 2021 GW25
- (810692) 2021 GE27
- (810693) 2021 GQ27
- (810694) 2021 GG28
- (810695) 2021 GX28
- (810696) 2021 GB29
- (810697) 2021 GX30
- (810698) 2021 GH31
- (810699) 2021 GR31
- (810700) 2021 GH32
- (810701) 2021 GY32
- (810702) 2021 GW34
- (810703) 2021 GF35
- (810704) 2021 GV35
- (810705) 2021 GC36
- (810706) 2021 GD37
- (810707) 2021 GF37
- (810708) 2021 GW38
- (810709) 2021 GM39
- (810710) 2021 GG40
- (810711) 2021 GW40
- (810712) 2021 GJ42
- (810713) 2021 GC44
- (810714) 2021 GT44
- (810715) 2021 GJ45
- (810716) 2021 GW45
- (810717) 2021 GF47
- (810718) 2021 GX47
- (810719) 2021 GS49
- (810720) 2021 GA50
- (810721) 2021 GL50
- (810722) 2021 GR50
- (810723) 2021 GG51
- (810724) 2021 GB52
- (810725) 2021 GH55
- (810726) 2021 GK55
- (810727) 2021 GO55
- (810728) 2021 GU55
- (810729) 2021 GQ56
- (810730) 2021 GV56
- (810731) 2021 GE58
- (810732) 2021 GX59
- (810733) 2021 GR61
- (810734) 2021 GM62
- (810735) 2021 GG63
- (810736) 2021 GK63
- (810737) 2021 GX63
- (810738) 2021 GD64
- (810739) 2021 GZ64
- (810740) 2021 GG66
- (810741) 2021 GT68
- (810742) 2021 GC69
- (810743) 2021 GL69
- (810744) 2021 GO70
- (810745) 2021 GS71
- (810746) 2021 GG73
- (810747) 2021 GO73
- (810748) 2021 GN74
- (810749) 2021 GT74
- (810750) 2021 GQ77
- (810751) 2021 GG84
- (810752) 2021 GH84
- (810753) 2021 GT84
- (810754) 2021 GC85
- (810755) 2021 GH85
- (810756) 2021 GD87
- (810757) 2021 GZ88
- (810758) 2021 GS89
- (810759) 2021 GG90
- (810760) 2021 GL90
- (810761) 2021 GJ91
- (810762) 2021 GM91
- (810763) 2021 GQ91
- (810764) 2021 GS91
- (810765) 2021 GZ98
- (810766) 2021 GK101
- (810767) 2021 GO102
- (810768) 2021 GQ102
- (810769) 2021 GX108
- (810770) 2021 GD109
- (810771) 2021 GK109
- (810772) 2021 GH110
- (810773) 2021 GM110
- (810774) 2021 GN110
- (810775) 2021 GB111
- (810776) 2021 GP111
- (810777) 2021 GO112
- (810778) 2021 GM113
- (810779) 2021 GR113
- (810780) 2021 GX113
- (810781) 2021 GA114
- (810782) 2021 GJ114
- (810783) 2021 GL114
- (810784) 2021 GN114
- (810785) 2021 GA115
- (810786) 2021 GE115
- (810787) 2021 GJ115
- (810788) 2021 GN115
- (810789) 2021 GZ115
- (810790) 2021 GL117
- (810791) 2021 GO119
- (810792) 2021 GS122
- (810793) 2021 GS123
- (810794) 2021 GK126
- (810795) 2021 GO128
- (810796) 2021 GP128
- (810797) 2021 GT130
- (810798) 2021 GO132
- (810799) 2021 GK139
- (810800) 2021 GH140
- (810801) 2021 GO140
- (810802) 2021 GC141
- (810803) 2021 GE141
- (810804) 2021 GA146
- (810805) 2021 GN153
- (810806) 2021 GJ158
- (810807) 2021 GL159
- (810808) 2021 GM159
- (810809) 2021 GP159
- (810810) 2021 GY159
- (810811) 2021 GS165
- (810812) 2021 GM166
- (810813) 2021 GW166
- (810814) 2021 GB167
- (810815) 2021 GC167
- (810816) 2021 GP168
- (810817) 2021 GS168
- (810818) 2021 GB169
- (810819) 2021 GE169
- (810820) 2021 GO172
- (810821) 2021 GP177
- (810822) 2021 GY177
- (810823) 2021 GO179
- (810824) 2021 GW179
- (810825) 2021 GH182
- (810826) 2021 GU183
- (810827) 2021 GD184
- (810828) 2021 GR184
- (810829) 2021 GM186
- (810830) 2021 GP187
- (810831) 2021 GN196
- (810832) 2021 GJ197
- (810833) 2021 GE211
- (810834) 2021 GA212
- (810835) 2021 GZ213
- (810836) 2021 GA217
- (810837) 2021 GK217
- (810838) 2021 GQ217
- (810839) 2021 GW217
- (810840) 2021 GE218
- (810841) 2021 GH218
- (810842) 2021 GS218
- (810843) 2021 GN220
- (810844) 2021 GG221
- (810845) 2021 GN222
- (810846) 2021 GN226
- (810847) 2021 GT226
- (810848) 2021 HK3
- (810849) 2021 HU3
- (810850) 2021 HB4
- (810851) 2021 HE4
- (810852) 2021 HS4
- (810853) 2021 HK5
- (810854) 2021 HR5
- (810855) 2021 HA6
- (810856) 2021 HD6
- (810857) 2021 HE6
- (810858) 2021 HB7
- (810859) 2021 HE8
- (810860) 2021 HP8
- (810861) 2021 HQ8
- (810862) 2021 HR8
- (810863) 2021 HX8
- (810864) 2021 HB9
- (810865) 2021 HE9
- (810866) 2021 HM10
- (810867) 2021 HA11
- (810868) 2021 HN12
- (810869) 2021 HZ12
- (810870) 2021 HZ13
- (810871) 2021 HM14
- (810872) 2021 HU14
- (810873) 2021 HZ15
- (810874) 2021 HO17
- (810875) 2021 HR17
- (810876) 2021 HX17
- (810877) 2021 HF18
- (810878) 2021 HC22
- (810879) 2021 HD24
- (810880) 2021 HA26
- (810881) 2021 HG26
- (810882) 2021 HS26
- (810883) 2021 HF28
- (810884) 2021 HZ30
- (810885) 2021 HC31
- (810886) 2021 HN31
- (810887) 2021 HT31
- (810888) 2021 HB36
- (810889) 2021 HY40
- (810890) 2021 JZ7
- (810891) 2021 JP10
- (810892) 2021 JR10
- (810893) 2021 JX10
- (810894) 2021 JK11
- (810895) 2021 JS11
- (810896) 2021 JZ11
- (810897) 2021 JY13
- (810898) 2021 JN14
- (810899) 2021 JY14
- (810900) 2021 JZ17
- (810901) 2021 JC18
- (810902) 2021 JX19
- (810903) 2021 JR23
- (810904) 2021 JU23
- (810905) 2021 JL24
- (810906) 2021 JE26
- (810907) 2021 JP26
- (810908) 2021 JR27
- (810909) 2021 JM28
- (810910) 2021 JO29
- (810911) 2021 JX30
- (810912) 2021 JR33
- (810913) 2021 JV35
- (810914) 2021 JH38
- (810915) 2021 JS40
- (810916) 2021 JP45
- (810917) 2021 JB48
- (810918) 2021 JX50
- (810919) 2021 JH52
- (810920) 2021 JB53
- (810921) 2021 JY54
- (810922) 2021 JH56
- (810923) 2021 JG57
- (810924) 2021 JE58
- (810925) 2021 JF59
- (810926) 2021 JG59
- (810927) 2021 JY62
- (810928) 2021 JG64
- (810929) 2021 JL71
- (810930) 2021 JX77
- (810931) 2021 JA78
- (810932) 2021 KU3
- (810933) 2021 KY4
- (810934) 2021 KQ5
- (810935) 2021 KS5
- (810936) 2021 KD7
- (810937) 2021 KK9
- (810938) 2021 KZ9
- (810939) 2021 KD14
- (810940) 2021 KL14
- (810941) 2021 KJ16
- (810942) 2021 KO16
- (810943) 2021 KG21
- (810944) 2021 LV1
- (810945) 2021 LY3
- (810946) 2021 LS8
- (810947) 2021 LB10
- (810948) 2021 LM10
- (810949) 2021 LZ10
- (810950) 2021 LP11
- (810951) 2021 LJ13
- (810952) 2021 LS14
- (810953) 2021 LP18
- (810954) 2021 LY18
- (810955) 2021 LC20
- (810956) 2021 LE20
- (810957) 2021 LF20
- (810958) 2021 LK22
- (810959) 2021 LC23
- (810960) 2021 LS28
- (810961) 2021 LU28
- (810962) 2021 LJ29
- (810963) 2021 LH30
- (810964) 2021 LE33
- (810965) 2021 LV34
- (810966) 2021 LM38
- (810967) 2021 LL40
- (810968) 2021 LT40
- (810969) 2021 LC41
- (810970) 2021 LZ42
- (810971) 2021 LK49
- (810972) 2021 LN49
- (810973) 2021 MW5
- (810974) 2021 MP18
- (810975) 2021 MN19
- (810976) 2021 MM20
- (810977) 2021 MW20
- (810978) 2021 MM23
- (810979) 2021 NC2
- (810980) 2021 NC7
- (810981) 2021 NG7
- (810982) 2021 NX11
- (810983) 2021 NM13
- (810984) 2021 NN13
- (810985) 2021 NP20
- (810986) 2021 NX20
- (810987) 2021 NP23
- (810988) 2021 NV23
- (810989) 2021 NQ33
- (810990) 2021 NS43
- (810991) 2021 NB50
- (810992) 2021 NV51
- (810993) 2021 NF55
- (810994) 2021 NZ57
- (810995) 2021 NX58
- (810996) 2021 NA61
- (810997) 2021 NK63
- (810998) 2021 NV63
- (810999) 2021 NF65
- (811000) 2021 NG65